# Mittelmaßstäbige Landwirtschaftliche Standortkartierung der DDR
Bei der mittelmaßstäbigen landwirtschaftlichen Standortkartierung (MMK) handelt es sich um eine allgemeine standortkundliche Grundlagenkarte flächendeckend für die damalige DDR. Die MMK beinhaltet nur landwirtschaftlich genutzte Flächen, keine Wälder und Siedlungen. Die Ergebnisse der MMK stehen durch folgende Karten zur Verfügung:
- Farbige Standort-Übersichtskarte 1:100.000
- Konturenkarte 1:100.000
- Arbeitskarte 1:25.000

Anhand der Arbeitskarte und der entsprechenden Dokumentationsblätter lassen sich Aussagen über natürliche, standortspezifische Bedingungen treffen. 
Die Erhebung der MMK erfolgte nach der Richtlinie für MMK von Schmidt & Diemann aus dem Jahr 1974. Die Gliederung der Ackerstandorte erfolgte durch Schilling et al. (1965) nach Natürlichen Standorteinheiten (NStE) und diente als Grundlage weiterer Auswertungen, somit auch der MMK.
Digitale Daten der MMK gingen in die neuere Bodenkonzeptkarte (BKkonz) im Maßstab 1:25.000 ein.